# Hadano
Hadano (秦野市 -shi) é uma cidade japonesa localizada na província de Kanagawa.
Em 2003 a cidade tinha uma população estimada em 168 505 habitantes e uma densidade populacional de 1 626,34 h/km². Tem uma área total de 103,61 km².
Constitui importante centro de comércio e da indústria do tabaco.
Recebeu o estatuto de cidade a 1 de Janeiro de 1955.

## Cidades-irmãs
- Suwa, Japão
- Pasadena, Estados Unidos
- Paju, Coreia do Sul